# Helina caerulescens
Helina caerulescens är en tvåvingeart som först beskrevs av Stein 1910.  Helina caerulescens ingår i släktet Helina och familjen husflugor. Inga underarter finns listade i Catalogue of Life.